# Mittenothamnium
Mittenothamnium är ett släkte av bladmossor. Mittenothamnium ingår i familjen Hypnaceae.

## Dottertaxa tillMittenothamnium, i alfabetisk ordning[1]
- Mittenothamnium andicola
- Mittenothamnium aptychella
- Mittenothamnium atroviride
- Mittenothamnium bescherellei
- Mittenothamnium brachythecioides
- Mittenothamnium burelae
- Mittenothamnium capillirameum
- Mittenothamnium caudiforme
- Mittenothamnium circinatum
- Mittenothamnium ctenidioides
- Mittenothamnium decurrens
- Mittenothamnium deguchii
- Mittenothamnium delicatulum
- Mittenothamnium eurystomum
- Mittenothamnium evardii
- Mittenothamnium glaucissimum
- Mittenothamnium heterostachys
- Mittenothamnium hookerioides
- Mittenothamnium horridulum
- Mittenothamnium humile
- Mittenothamnium hylophilum
- Mittenothamnium incompletum
- Mittenothamnium iporanganum
- Mittenothamnium isopterygioides
- Mittenothamnium jamesonii
- Mittenothamnium lacouterei
- Mittenothamnium langsdorffii
- Mittenothamnium laxulum
- Mittenothamnium lehmannii
- Mittenothamnium leptoreptans
- Mittenothamnium limosum
- Mittenothamnium longoreptans
- Mittenothamnium loriforme
- Mittenothamnium macroblepharum
- Mittenothamnium macrodontium
- Mittenothamnium madagassum
- Mittenothamnium megapelmatum
- Mittenothamnium microthamnioides
- Mittenothamnium micrurum
- Mittenothamnium modestum
- Mittenothamnium mucidum
- Mittenothamnium mycostelium
- Mittenothamnium nano-operculatum
- Mittenothamnium nanopolymorphum
- Mittenothamnium overlaetii
- Mittenothamnium oxyrrhynchioides
- Mittenothamnium oxystegum
- Mittenothamnium pachythecium
- Mittenothamnium perrieri
- Mittenothamnium plinthophilum
- Mittenothamnium plumosum
- Mittenothamnium pseudoelegans
- Mittenothamnium pseudoreptans
- Mittenothamnium puiggarii
- Mittenothamnium reduncum
- Mittenothamnium reptans
- Mittenothamnium rivulare
- Mittenothamnium robustiusculum
- Mittenothamnium rostratulum
- Mittenothamnium rostratum
- Mittenothamnium saproadelphus
- Mittenothamnium scalpellifolium
- Mittenothamnium sellovii
- Mittenothamnium simorrhynchum
- Mittenothamnium sordidum
- Mittenothamnium stigmopyxis
- Mittenothamnium subcampaniforme
- Mittenothamnium subdiminutivum
- Mittenothamnium submacrodontium
- Mittenothamnium subobscurum
- Mittenothamnium subpatens
- Mittenothamnium substriatum
- Mittenothamnium tamarisciforme
- Mittenothamnium tamariscifrons
- Mittenothamnium tapes
- Mittenothamnium tenellum
- Mittenothamnium trichocladon
- Mittenothamnium trichopelmatum
- Mittenothamnium versipoma
- Mittenothamnium viscidulum
- Mittenothamnium volvatum